# Прага, Эмилио
Эмилио Прага (итал. Emilio Praga, 18 декабря 1839, Милан — 26 декабря 1875, там же) — итальянский поэт, прозаик, либреттист

, драматург, художник.

## Биография

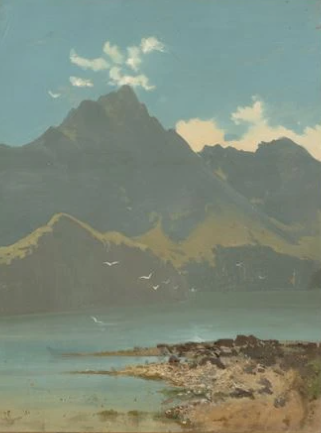
Пейзаж озера Комо, Белладжо

Сын богатого миланского промышленника, позже разорившегося. Представитель литературного и художественного движения Скапильятура.
Дебютировал в 1862 году со сборником стихов «Tavolozza» (Палитра). Проявил себя продолжателем романтической традиции, много почерпнув у Алеарди, Д. Прати и Т. Гросси. Д. Кардуччи одобрительно отозвался о его творчестве, говоря, что песни поэта подобны «песне жаворонка», «журчанью ручья в каштановой роще».
В первом сборнике Э. Прага звучал призыв помочь беднякам, прославлялся домашний уют, обильны описания природы; в последующих всё ярче вырисовывалось желание эпатировать буржуазию — поэт ушёл в богему, увлекся Ш. Бодлером. Угнетающее действие произвела на него неудача второго сборника «Penombre» (Полутени, 1864).
В 1867 году Э. Прага издал «Fiabe e leggende» (Побасенки и легенды), имевшие значительный успех. Поэт писал также оперные либретто, занимался педагогической работой в консерватории, был художником, совместно с А. Бойто написал комедию «Le madri galanti». Стихи последнего периода вошли в сборник «Trasparenze» (Прозрачности, 1877).
Похоронен на Монументальном кладбище в Милане.